# Ariarathes III av Kappadokien
Ariarathes III av Kappadokien, död 220 f.Kr., var regerande kung av Kappadokien mellan 255 f.Kr. och 220 f.Kr.